# Черен сеносъбирач
Черен сеносъбирач (Ochotona nigritia) е зайцевиден бозайник от род Сеносъбирачи, обитаващ високопланинските райони на провинция Юннан в Китай. Видът обитава малък ареал от провинцията с площ около 2500 km2 на надморска височина до 3200 m. Черните сеносъбирачи са описани през 2000 г. и са известни с четири екземпляра. Съществуването на вида обаче е оспорвано, поради възможността известните екземпляри да са меланистки форми на сеносъбирача на Форест.